# Pozorty (powiat iławski)
Pozorty (niem. Posorten) – wieś w Polsce położona w województwie warmińsko-mazurskim, w powiecie iławskim, w gminie Zalewo. Przed wojną w obrębie Kreis Mohrungen (dawny powiat Morąg).
W latach 1975–1998 miejscowość administracyjnie należała do województwa olsztyńskiego.
Wieś wzmiankowana w dokumentach z roku 1353, jako wieś pruska na 16 włókach. Pierwotna nazwa wsi – Pasortin. W roku 1782 we wsi odnotowano 8 domów (dymów), natomiast w 1858 w pięciu gospodarstwach domowych było 65 mieszkańców. W latach 1937–39 było 97 mieszkańców. W roku 1973 wieś należała do powiatu morąskiego, gmina i poczta Zalewo.

## Zabytki
Do wojewódzkiego rejestru zabytków wpisane są obiekty:
- zespół pałacowy, XIX: 
  - pałac o charakterze willowym, położony nad jeziorem Pozorty. W Pozortach był niewielki majątek ziemski należący do tzw. klucza w Małdytach (do połowy XIX w.). W 1845 r. majątek z pałacem zakupiony został przez Carla Schäfera, przybyłego z Saksonii, pozostawał we własności rodziny do 1945 r. Pierwszy pałac został zniszczony w pożarze w 1913 r., nowy wybudowano w 1924 r. Z dawnego założenia zachował się pałac, duży park graniczący z jeziorem (z częściowo wyciętym starodrzewem) oraz pozostałości zabudowań gospodarczych. Przy drodze do majątku znajduje się dawny cmentarz rodziny Schäfer oraz pracowników majątku. Budynek usytuowany jest na wysokim wzgórzu z widokiem na jezioro, dwukondygnacyjny, założony na planie kwadratu, z dachem czterospadowym. Wejście ze schodami z betonowymi kulami u podnóża. Z drugiej strony (od jeziora) usytuowana jest murowana weranda i taras. W elewacji bocznej wieloboczny wykusz. Zachował się oryginalny układ wnętrz z boazeriami, elementami stałego wyposażenia oraz resztkami pierwotnych dekoracji malarskich.
  - park